# 皮埃尔狸藻
皮埃尔狸藻（學名：Utricularia pierrei）為狸藻屬似多年生中型陆生食虫植物。其种加词“pierrei”来源于法国植物采集者皮埃尔。皮埃尔狸藻原產於中南半岛熱帶，存在于泰国及越南南部。皮埃尔狸藻陆生于海拔1500米处。1920年，弗朗索瓦·佩列格林（François Pellegrin）最先发表了皮埃尔狸藻的描述。

## 外部連結
维基共享资源上的相關多媒體資源：皮埃尔狸藻
 維基物種上的相關：皮埃尔狸藻